# Список умерших в 769 году

## Июль
- 31 июля — Филипп, антипапа.

## Дата смерти неизвестна или требует уточнения
- Беорнред, король Мерсии (757).
- Дуб Калгайд мак Лайдкнен, король Уи Хеннселайг (Южного Лейнстера) (761—769).
- Фулкер, епископ Льежа, первый из глав Льежской епархии, который не был канонизирован.
- Хотимир, князь Карантании (752—769).